# (5844) 1986 UQ
(5844) 1986 UQ là một tiểu hành tinh vành đai chính. Nó được phát hiện bởi Zdeňka Vávrová ở Đài thiên văn Kleť gần České Budějovice, Cộng hòa Séc, ngày 28 tháng 10 năm 1986.